# Constantin Gheorghe (general)
Constantin Gheorghe (n. 23 februarie 1947, satul Izvoarele, județul Giurgiu) este un general cu 4 stele român, care a îndeplinit funcția de șef al Statului Major al Forțelor Aeriene (29 ianuarie 2002 - 18 iulie 2003).

## Biografie
Constantin Gheorghe s-a născut la data de 23 februarie 1947, în satul Izvoarele (județul Giurgiu). După absolvirea Școlii Militare de Ofițeri Activi de Aviație "Aurel Vlaicu" în anul 1969, a devenit ofițer de aviație și a obținut brevetul de pilot de luptă în același an. Pe parcursul carierei, a acumulat aproximativ 2.500 ore de zbor pe avioane de luptă și elicoptere, primind toate gradele de pilot de luptă.
Începând din anul 1969 a activat ca pilot de vânătoare, pilot pe elicoptere, pilot-instructor, pilot de încercare. Până în anul 1983 a îndeplinit mai multe funcții, de la pilot la locțiitor de comandant, în Regimentul 67 Vânătoare-Bombardament,
exceptând anii 1975–1977, când a fost student la Academia de Înalte Studii Militare.
După absolvirea Academiei de Înalte Studii Militare în anul 1977 și a Cursului de comandanți de regiment în 1982, a fost repartizat în funcții de comandă și de stat major, cum ar fi: comandant al Regimentului 49 Vânătoare-Bombardament (1983-1987), instructor-șef (1987-1991), locțiitor al comandantului (1991-1993) și comandant al Diviziei 70 Aviație (1993-1995). 
În perioada 1995-2000 a fost, succesiv, locțiitor al comandantului, șef de stat major și apoi comandantul Corpului 1 Aviație și Apărare Antiaeriană “Siret” (ultima între 1997-2000). În această perioadă, și-a perfecționat pregătirea militară, absolvind Colegiul Național de Apărare (1995), Cursul de comandanți de mari unități (Oberammergau, Germania, 1997), Cursul de perfecționare a limbii engleze (Borden/Canada, 1998), Colegiul NATO de la Roma (Italia, 2000).
Începând din 1 mai 2000, generalul Gheorghe a fost numit în funcția de adjunct al șefului Statului Major General pe probleme de apărare și resurse umane, având în răspundere, în principal, problematica restructurării forțelor armate și generarea resurselor necesare procesului de reformă. El a fost implicat în materializarea programului de pregătire a Armatei României în vederea integrării în structurile euro-atlantice (NATO). În această perioadă, la 25 octombrie 2000, a fost înaintat la gradul de general de divizie aeriană (cu 2 stele) .
La data de 1 ianuarie 2002, a fost înaintat la gradul de general-locotenent (cu 3 stele)  și numit șef al al Statului Major al Forțelor Aeriene Române, fiind învestit în funcție la 29 ianuarie 2008, la ceremonie asistând ministrul Ioan Mircea Pașcu și general dr. Mihail Popescu, șeful Statului Major General . A predat oficial conducerea Forțelor Aeriene la 18 iulie 2003 generalului-maior Gheorghe Catrina.
Începând din 1 august 2003 a îndeplinit funcția de reprezentant militar al României la NATO, fiind trecut în rezervă la data de 25 martie 2005 . 
Este cetățean de onoare al orașului Giurgiu și al orașului Ianca, județul Brăila. 
Printr-un decret prezidențial din 1 decembrie 2008, Constantin Gheorghe a fost înaintat în gradul de general (cu 4 stele) în retragere în Ministerul Apărării . 
Generalul Gheorghe este căsătorit cu Elena Gheorghe din 1968 și au împreună o fiică și doi fii. Principalul hobby al generalului este pictura . El vorbește foarte bine limba engleză.